# Neoseiulus plumosus
Neoseiulus plumosus är en spindeldjursart som beskrevs av Denmark och Muma 1975. Neoseiulus plumosus ingår i släktet Neoseiulus och familjen Phytoseiidae. Inga underarter finns listade i Catalogue of Life.